# Prothalle
En botanique, le prothalle (du latin pro-, « qui précède, qui se produit avant », et du grec θαλλος (thallos), « brindille ») est une structure reproductrice autonome des Ptéridophytes, porteuse des gamètes. C'est une petite lame mince formée de cellules chlorophylliennes (lorsqu'il est vert mais pouvant être également sans couleur et saprotrophe), issue du développement d'un protonéma formé lors de la germination d’une spore chez les ptéridophytes (ou ptérophytes, Pteridophyta, les fougères et d’autres espèces proches). Cette structure est formée par divisions mitotiques de cellules haploïdes.

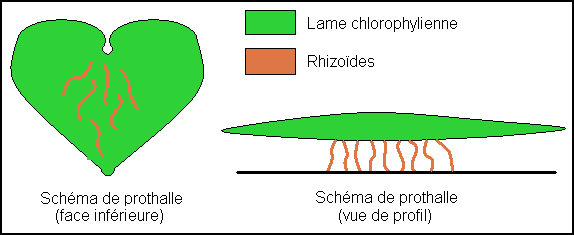
Schéma d'un prothalle.

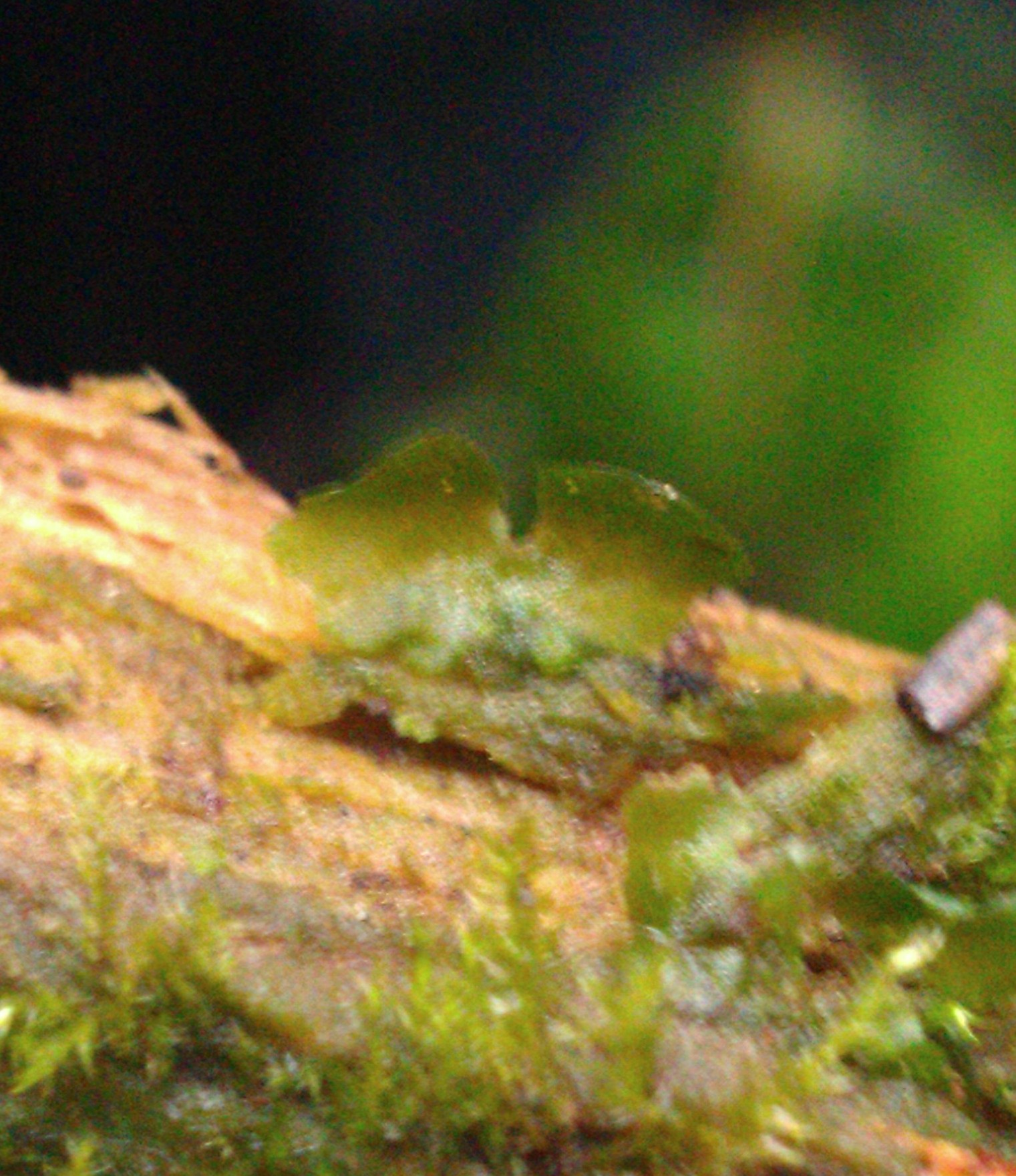
Photo d'un prothalle.

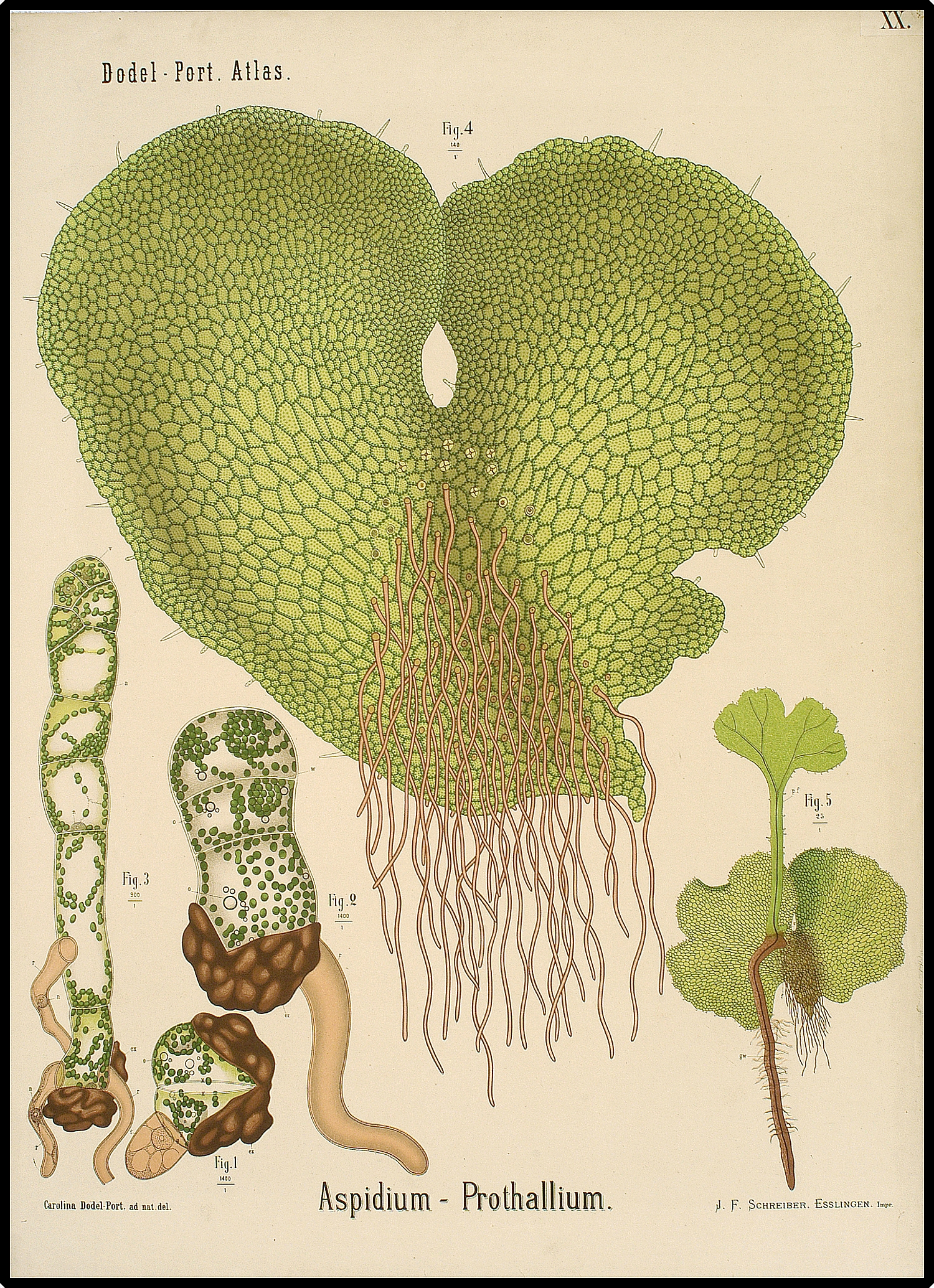
Prothalle d’Aspidium.

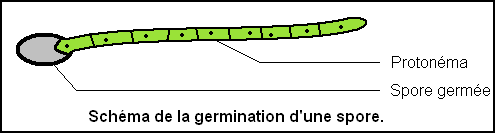
Germination d'une spore.

Le prothalle a généralement une forme triangulaire (cordiforme) et sa taille est réduite : 2 à 5 mm. Il présente sur sa face inférieure des petites racines, appelée rhizoïdes servant à absorber les éléments nutritifs de l'eau et à la fixation. Le prothalle ne différencie aucun tissu conducteur.
Le prothalle porte aussi les organes sexuels mâles (anthéridies) et/ou femelles (archégones). Les anthérozoïdes provenant des anthéridies (équivalents des spermatozoïdes chez les végétaux) profitent d'une pellicule d'eau pour s'introduire dans l'archégone où est fécondé l'oosphère (équivalent végétal de l'ovule). Par la suite se développe un embryon qui donne la partie visible de la plante.
Plus spécifiquement, le prothalle est le gamétophyte (porteur de gamètes haploïdes, mâles et/ou femelles) et la plante visible est le sporophyte (diploïde, issu de la fécondation, mais lui-même asexué, qui se développe et devient, par méiose de son propre génotype, porteur à la fois de spores mâles et femelles).
Les organes sexuels mâles et femelles peuvent être portés par :
- le même prothalle, bisexué, produit par le même gamétophyte qui contient à la fois le gamète mâle (anthérozoïde) et un gamète femelle (oosphère) qui développent des organes sexués séparés par des cellules infécondes sur le même prothalle, on parle d’isoprothallie. Toutefois, le prothalle ne peut lui-même s'autoféconder, et un autre prothalle, lui aussi bisexué, doit lui envoyer son gamète mâle (l'anthérozoïde) par voie aqueuse pour féconder son oosphère. Tous les prothalles peuvent donc potentiellement être fécondés et développer une plante diploïde asexuée.
- des prothalles sexués différents, on parle d'hétéroprothallie. La fécondation n'a lieu que si le prothalle mâle et le prothalle femelle sont suffisamment proches : le prothalle mâle nourricier profite de l'eau pour éjecter son gamète mâle, l'anthérozoïde qui vient féconder l'oosphère du prothalle femelle. Seul le prothalle femelle peut donc être fécondé et développer une plante diploïde asexuée.

Dans les deux cas, la fécondation n'a pas lieu sur la plante initiale asexuée, qui ne fait que se développer pour porter des gamètes sexués haploïdes sous forme de sporange (sac de spores protégés par des cellules infécondes), émis ensuite sous forme de spores, qui peuvent être soit bisexuées (chez les ptérophytes isoprothalles), soit sexuées (chez les ptérophytes hétéroprothalles). La fécondation a lieu toujours sur un prothalle germé bisexué ou femelle (suivant le cas) ayant développé son oosphère pour le rendre fécondable.